# سیاست آفتاب تابان
سیاست آفتاب تابان (انگلیسی: Sunshine Policy) یکی از رویکردهای سیاست خارجی کره جنوبی نسبت به کره شمالی است که از سال ۱۹۹۸ تا ۲۰۰۸ و دوباره از ۲۰۱۷ تا ۲۰۲۰ به طول انجامید.
این سیاست عمدتاً در چارچوب شکاف اقتصادی فزاینده بین دو کره پدیدار شد: جنوب در حال تقویت خود بود و شکوفایی اقتصادی را تجربه می‌کرد که تحت ریاست جمهوری پارک چونگ هی در دهه ۱۹۷۰ آغاز شده بود. شمال در حال تجربه سقوط شدید اقتصادی، ورشکستگی و قحطی گسترده  بود. هدف سیاست آفتاب تابان کاهش این شکاف در قدرت اقتصادی و بازگرداندن ارتباطات از دست رفته بین دو کشور بود. علاوه بر این، پیشینه تصمیم کره جنوبی برای تعامل با کره شمالی از طریق همکاری به جای حفظ موضع محافظه کارانه، نشان دهنده تغییر تاریخی در سیاست داخلی کره جنوبی نیز بود. بعد از پایان جنگ سرد دوران سردرگمی بی‌سابقه‌ای در کره جنوبی به وجود آمده بود که کره شمالی را به عوان دوست یا دشمن تعریف کنند.
قانون آفتاب تابان توسط رئیس‌جمهور کیم دای جونگ در سال ۱۹۹۸ ایجاد و اجرا شد. سه نشست سران کره در پیونگ‌یانگ (ژوئن ۲۰۰۰، اکتبر ۲۰۰۷ و سپتامبر ۲۰۱۸) و دو نشست در پانمونجوم (آوریل ۲۰۱۸ و می ۲۰۱۸)، و همچنین چندین سرمایه‌گذاری تجاری برجسته، و جلسات کوتاه اعضای خانواده جدا شده بعد از جنگ کره. در سال ۲۰۰۰، کیم دائه جونگ، رئیس‌جمهور وقت کره جنوبی، جایزه صلح نوبل را برای اجرای سیاست آفتاب تابان دریافت کرد.
پس از انتخاب مون جه-این در سال ۲۰۱۷، کره جنوبی بار دیگر صلح با کره شمالی را آغاز کرد، بنابراین احیای سیاست آفتاب تابان آغاز شد. تلاش مون جائه این برای بهبود روابط بین دو کره منجر به سه اجلاس بین کره ای در یک سال شد، از جمله دو اجلاس سران در پانمونجوم (آوریل و می ۲۰۱۸) که اولین اجلاس بین کره ای را در خارج از پیونگ یانگ برگزار کرد. و یکی در پیونگ یانگ (سپتامبر ۲۰۱۸). با به رسمیت شناختن تلاش مون در روابط بین دو کره به عنوان اولین رئیس‌جمهور که در یک سال چندین اجلاس برگزار کرد.